# Gornji Gučani
Gornji Gučani is een plaats in de gemeente Brestovac in de Kroatische provincie Požega-Slavonië. De plaats telt 53 inwoners (2001).